# Líšný
Líšný (deutsch Lischnei) ist eine Gemeinde in der Region Liberec (Tschechien). Das Dorf liegt am Ufer der Jizera (Iser) am nördlichen Rand des Český ráj. Im Ort leben etwa 250 Einwohner.

## Geschichte
Das erste Mal erwähnt wurde das Dorf 1382 als Lesczne. Die ersten Häuser wurden vermutlich am rechten Ufer des Flusses erbaut. Ab dem 15. Jahrhundert erfolgte die Bebauung auch auf der anderen Uferseite. Beherrscht wurde die Gegend seit Mitte des 16. Jahrhunderts durch das Geschlecht der Maloskal. 1777 wurde die Kapelle des Hl. Johann von Nepomuk eingeweiht.

## Gemeindegliederung
Zur Gemeinde Líšný gehören die Ortsteile Libentiny (Libetin), Líšný 1. díl (Lischnei 1. Anteil, früher Lischnei-Sniehower Anteil) und Líšný 2. díl (Lischnei 2. Anteil). Grundsiedlungseinheiten sind Líšný 1. díl und Líšný 2. díl.